# Осколочно-пучковый снаряд
Осколочно-пучковыми снарядами (ОПУС) или минами называются артиллерийские снаряды или ствольные мины, создающие при взрыве два осколочных поля: круговое поле осколков естественного дробления корпуса и осевое поле направленных вперёд готовых поражающих элементов («пучок»). Являясь по виду осевого поля аналогом пороховой шрапнели, снаряд выгодно отличается от неё наличием компрессионного и фугасного действий и продуктивным использованием металла корпуса для поражения целей.

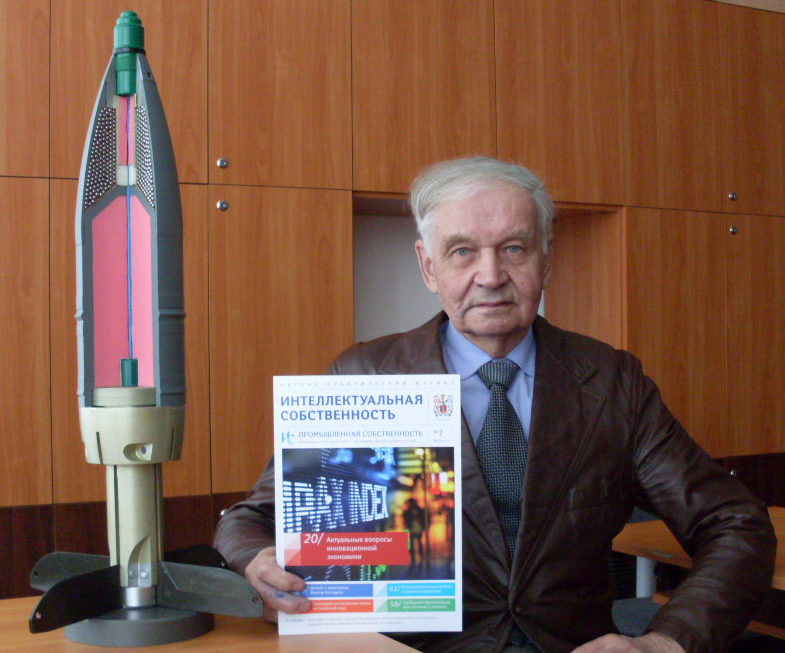
Танковый осколочно-пучковый снаряд и бронзовая медаль Салона «Архимед – 2013»

Осколочно-пучковые снаряды снабжены неконтактными взрывателями, обеспечивающими воздушный подрыв снаряда в упреждённой точке перед целью. Как наиболее перспективное рассматривается использование осколочно-пучковых снарядов в боекомплектах танковых пушек. Такой снаряд должен заменить штатный осколочно-фугасный снаряд 3ОФ26.
По современным взглядам танковый осколочно-пучковый снаряд должен быть многоцелевым, т.е. обеспечивать поражение танкоопасных наземных целей при воздушном разрыве, поражение этих целей в ДЗОТах и сооружениях, т.е. этот снаряд должен также обладать проникающе-фугасным действием. Снаряд должен также обеспечивать надёжное поражение противотанковых вертолётов.

## Признаки осколочно-пучкового снаряда
Осколочно-пучковый снаряд должен иметь четыре ярко выраженных признака
- цельноголовый стальной корпус с зарядом взрывчатого вещества;
- наличие блока готовых поражающих элементов (ГПЭ), расположенного впереди корпуса;
- наличие донного взрывателя;
- наличие варьируемых установок взрывателя на траекторный подрыв и на проникающе-фугасное действие по грунту, кирпичным и бетонным преградам.

Характерным примером снаряда является 120-мм танковый снаряд HE-MP-T 120, входящий в боекомплект израильского танка Меркава Мk.4.
Аналогичный 120-мм танковый снаряд XM1069 «Spotter» разработан в США организацией ARDEC; разработан также подкалиберный вариант этого снаряда XM1068. Указывается, что эти снаряды обеспечат надёжную самооборону танка против танкоопасной пехоты и противотанковых вертолётов.